# Google Cloud Datastore
Google Cloud Datastore — высоко масштабируемая, полностью управляемая NoSQL база данных, которую Google предлагает на платформе  Google Cloud. Cloud Datastore построена на технологиях Google BigTable и Megastore.
Поддерживаются ACID транзакции, SQL-подобные запросы,  индексацию и  REST API. В отличие от BigTable, Datastore ориентирована на работу с наборами тесно связанных данных небольшого объёма, которые объединяются в так называемые группы объектов (англ.  entity) и хранятся на физически близких серверах. Понятие объекта соответствует понятию  строки в БД и не может превышать 1  МБ.

## История
Сначала была выпущена как функция в Google App Engine в 2008 году. В ходе конференции Google I/O Cloud Datastore был объявлен как отдельный продукт в 2013 году.